# Moi rodzice rozwodzą się
Moi rodzice rozwodzą się – polski film dramatyczny z 1938 roku, będący adaptacją powieści Jadwigi Migowej.
Plenery: Warszawa, Jurata

## Treść
Ada Nałęczowa zakochuje się w przystojnym aktorze Jerzym Sławomirze i postanawia odejść od męża, dyrektora banku, i szesnastoletniej córki Stasi. Z kolei mąż Ady, dyrektor Józef Nałęcz wdaje się w romans ze swoją sekretarką. Aktorka Nina Kostówna, koleżanka Sławomira z planu filmowego, próbuje go uwodzić. Stasia tymczasem nie może pogodzić się z rozstaniem rodziców. Udaje się więc do Juraty, do kochanka matki i prosi go, by nie rozbijał małżeństwa jej rodziców. Gdy prośby nie odnoszą skutku, usiłuje popełnić samobójstwo. Ostatecznie upór Stasi doprowadza do ponownego zejścia się jej rodziców.

## Obsada
- Maria Gorczyńska – Ada Nałęczowa
- Kazimierz Junosza-Stępowski – Józef Nałęcz, mąż Ady
- Jadwiga Andrzejewska – Stasia, córka Nałęczów
- Loda Niemirzanka – Amelka Kurkówna, sekretarka Nałęcza
- Franciszek Brodniewicz – Jerzy Sławomir, sławny aktor
- Helena Buczyńska – lwowianka Marianna, kucharka Nałęczów
- Hanna Różańska – Frania, pokojówka Nałęczów
- Anna Jaraczówna – Lusia Rejewska
- Kazimierz Korwin – Henryk, brat Lusi Rejewskiej
- Renata Radojewska – Krysia Rudosławska
- Wanda Jarszewska – Rudosławska, matka Krysi
- Paweł Owerłło – Rudosławski, ojciec Krysi
- Ina Benita – Nina Kostówna
- Kazimiera Skalska – Muszalska
- Ludwik Sempoliński – Komiernicki, gość na przyjęciu u Rudosławskich
- Wanda Bartówna – Zosia Czerska
- Alina Halska – nauczycielka w gimnazjum
- Stanisława Kawińska – matka Amelii Kurkówny
- Janina Krzymuska – Filoxera, pracownica internatu
- Zofia Czaplińska – Urszula Prędowska, babcia Stasi
- Aleksander Bogusiński – doktor Kartecki